# Otto Brunfels

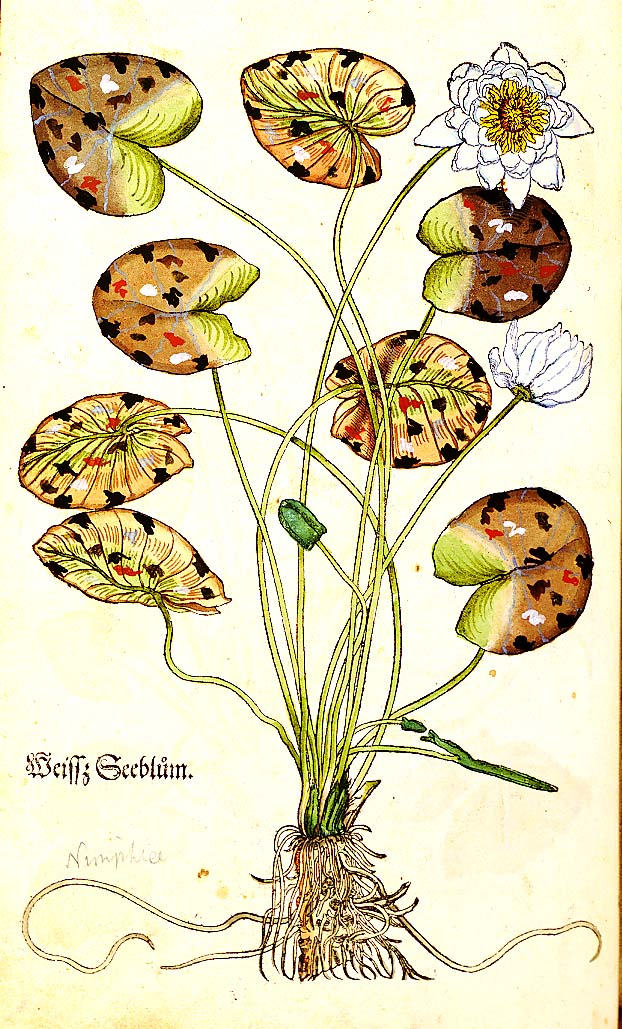
Imagem de Herbarium vivae eicones

Otto Brunfels (também conhecido como Brunsfels ou Braunfels) (acredita-se ter nascido em 1488 próximo a Mogúncia - faleceu em 23 de dezembro de 1534 em Berna, Suiça) foi um teólogo e botânico Alemão. Carl von Linné o apontou como o "Pai da Botânica".

## Trabalhos
- Othonis Brvnfelsii Pro Vlricho Hutteno defuncto ad Erasmi Roter. Spongiam Responsio (1523)
- Processus consistorialis Martyrii Io. Huss (1524); German edition: Geistl. Bluthandel Iohannis Hussz zu Constenz (1524 or 1525)
- Catalogi virorum illustrium veteris et novi testamenti (1527)
- Catechesis puerorum in fide, in literis et in moribus (1529)
- Herbarum vivae eicones, 3 Bde. (1530-36)
- Catalogus illustrium medicorum seu de primis medicinae scriptoribus (1530)
- Iatron medicamentorum simplicium (1533)
- Contrafayt Kreüterbuch (mit naturgetreuen Abb. v. Hans Weiditz), 2 Vol., (1532-1537)
- Onomastikon medicinae, continens omnia nomina herbarum, fruticum etc. (1534)
- Epitome medices, summam totius medicinae complectens (1540)
- In Dioscoridis historiam plantarum certissima adaptatio (1543)